# Herb Dąbia (osiedla Szczecina)
Herb Dąbia – do 1948 r. miasta, obecnie osiedla Szczecina. Pojawił się w XIV wieku, zastępując widniejący wcześniej na pieczęciach wizerunek ukazanego en face hełmu z klejnotem w formie kolistego pióropusza.

## Wygląd herbu
Herb przedstawia umieszczony w srebrnym polu czerwony mur zamkowy z blankami, z półokrągłą czarną bramą oraz dwukondygnacyjnymi wieżami zwieńczonymi stożkowatymi hełmami w kolorze niebieskim. Po blankach muru kroczy zwrócony w prawo gryf, wsparty łapami o wieżę.